# Garra bicornuta
Garra bicornuta es una especie de peces de la familia de los Cyprinidae en el orden de los Cypriniformes.

## Morfología
Los machos normalmente hacen 10 cm de longitud pero se han encontrado ejemplares de 15cm.

## Hábitat
Es un pez de agua dulce.

## Distribución geográfica
Un pez no migratorio de agua dulce está en los ríos de gran parte de Irak, Israel, Jordania, Turquía y Siria. También hay informes no confirmados de especies en Omán y Arabia Saudí, pero estos no se consideran compatibles con el rango de distribución de la especie.
Las temperaturas en el hábitat natural, van desde 15 hasta 28 grados. En las piscinas calientes, los peces viven a una temperatura en torno a los 37C.